# Vincenc de Paul

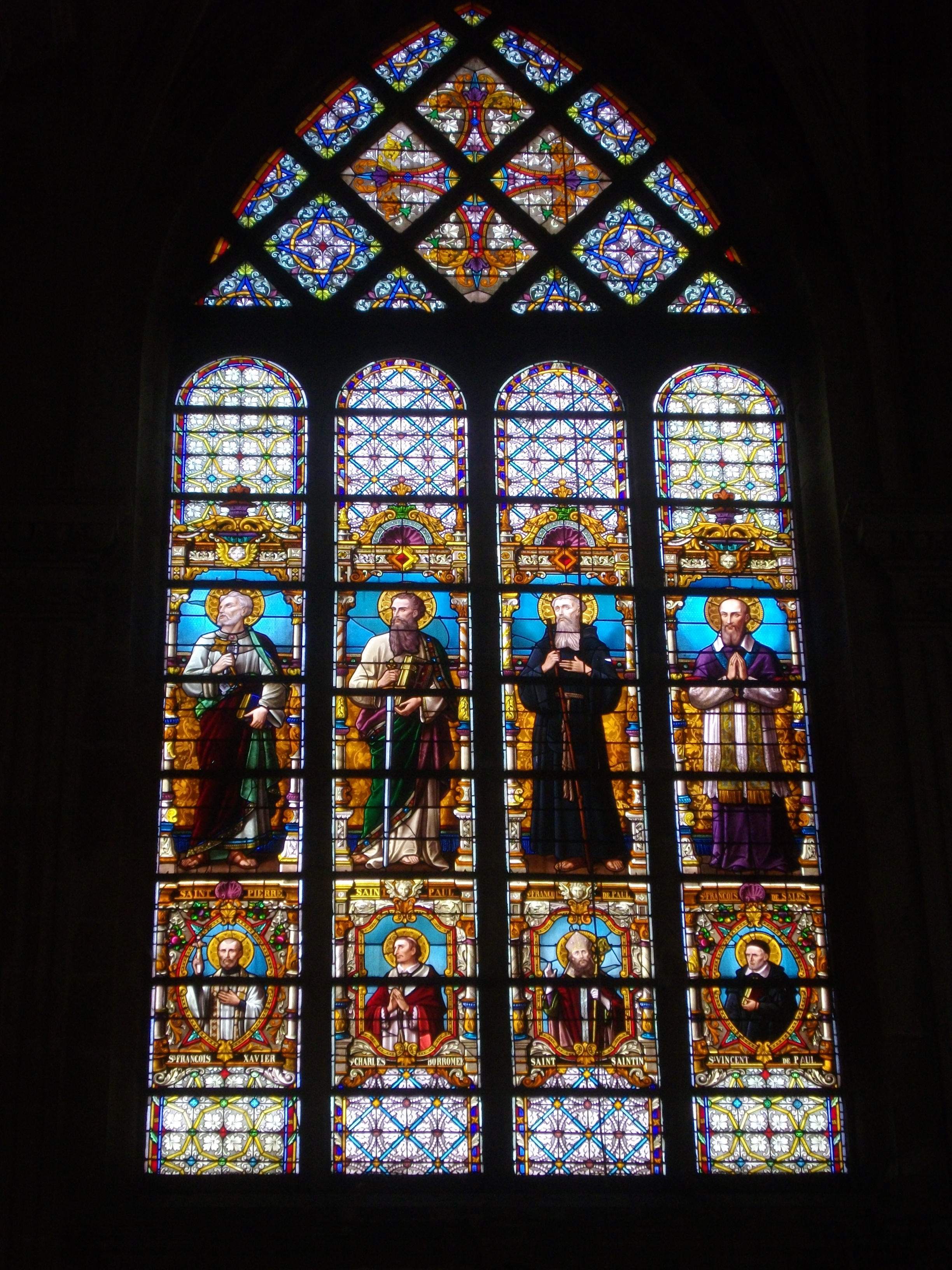
Svatí na sklomalbě okna v klášterním kostele sv. Michaela v Saint-Mihiel. Horní řada: sv. Petr, sv. Pavel, sv. František z Pauly, sv. František Saleský, Dolní řada: sv. František Xaverský, sv. Karel Boromejský, sv. Saintin a sv. Vincenc de Paul

Svatý Vincenc de Paul, latinsky Vincentius de Paul, ve starší české literatuře též Vincenc Paulánský (24. dubna 1581 Pouy nebo Ranquine u Dax, Gaskoňsko – 27. září 1660 Paříž) byl francouzský kněz, zakladatel kongregace lazaristů, Společnosti dcer křesťanské lásky, reformátor katolické církve ve Francii a jeden ze zakladatelů moderní evropské charity a péče o chudé.

## Život
Pocházel ze šesti dětí venkovské rodiny, studoval nejprve v klášterní škole v Dax, dále teologii na univerzitě v Toulouse. Roku 1598 přijal jáhenské svěcení a o dva roky později byl vysvěcen na kněze. Roku 1605, když se vracel z cesty do Marseille, byl patrně zajat tureckými piráty, kteří ho prodali do otroctví do Tunisu. Teprve když obrátil svého pána na křesťanství, mohl se vrátit do Francie. Do roku 1608 studoval v Římě a pak se stal kaplanem francouzské královny Markéty z Valois, bývalé ženy Jindřicha IV. V roce 1609, rok po příchodu do Paříže, potkal Pierra de Bérulle, který bude hrát v následujících letech světcova života důležitou roli. Když Bérulle roku 1611 založil francouzskou větev oratoriánů, snažil se Vincence přesvědčit, aby do oratoria vstoupil. Ten se nicméně zdráhal a nakonec se roku 1612 stal farářem v Clichy u Paříže a později, díky přímluvě Bérullea, kaplanem a vychovatelem dětí v rodině Emmanuela Philippa de Gondi, který měl mj. na starosti galéry. Sv. Vincenc se později (1619) právě díky přímluvě pána de Gondi stal generálním kaplanem středomořských vězňů a galejníků, kde se setkal s bídou vězňů, s kterými soucítil a snažil se jim projevovat křesťanskou lásku. Ještě v roce 1618 Paříž navštívil sv. František Saleský, jenž se se sv. Vincencem setkal — ten byl setkáním s ním velmi poznamenán. Později o něm řekl: „Jeho dobrota byla tak skvostná, že osoby, kterým se dostalo výhody hovořit s ním, cítily, jak vniká do jejich srdce: pociťovaly z ní silnou radost. Sdílel jsem tuto radost.“  Po smrti sv. Františka Saleského (1622) se jako duchovní vůdce ujal spoluzakladatelky řádu Navštívení Panny Marie sv. Jany Františky de Chantal.

### Neklidná doba
Pro porozumění působení a díla sv. Vincence je zásadní si uvědomit v jaké době žil. Na jedné straně to byl Zlatý věk, tak řečené Velké století, na straně druhé to byla doba válek, nepokojů a bídy. Na prvním místě byla Francie poznamenána třicetiletou válkou, která skončila podepsáním Vestfálského míru v říjnu 1648, nicméně boje mezi Francií a Španělskem o nadvládu v Evropě trvaly dále. Během let 1628-1633 byly daně ztrojnásobeny a francouzský lid se kvůli chudobě bouřil: roku 1635 propuká povstání v Guyenne, o rok později v Angoumois, následný rok v Périgordu a v roce 1639 v Normandii. Stát je destabilizován, ministr státní rady kardinál Richelieu se dvakrát stal terčem spiknutí (1641 a 1642). Francie byla zpustošena a nejvíce trpěl prostý venkovský lid, jehož úroda byla drancována vojáky. Jeden misijní kněz zpravuje sv. Vincence o situaci v Champagne takto: „Neexistuje jazyk, který by dokázal vypravovat, pero, které by mohlo vyjádřit, a ucho, který by dokázalo vyslechnout, co jsme tu zažili od prvních dní své návštěvy… Všechny kostely a svatyně jsou znesvěceny, jejich ozdoby uloupeny, křtitelnice zničeny, kněží usmrceni, ztýráni nebo zahnáni na útěk, všechny domy poškozeny, veškerá sklizeň zkonfiskována, pole neobdělána a neoseta, téměř všude je hlad a vysoká úmrtnost, mrtvoly nepohřbeny a většinou vydány napospas vlkům. Ubožáci, kteří zbyli na troskách, jsou odkázáni na to, aby po ztrátě veškerého majetku sbírali na polích vzrostlou a napůl shnilou pšenici a oves. Chléb, který pečou, je jako bláto a tak nezdravý, že život, který vedou, je smrtí za živa. Jsou téměř všichni nemocní, skrývají se v chatrčích, které objevili, nebo v děrách, které by člověk nenašel, většina z nich spí na holé zemi nebo na shnilé slámě, bez prádla nebo oblečení jen v hadry. Jejich obličeje jsou černé a zohavené, většinou podobné spíše strašidlům než lidem.“ Je to právě v této bezútěšné situaci, kdy sv. Vincenc zakládá svou Kongregaci Misie.

### Kongregace Misie
Roku 1624 jej pařížský arcibiskup jmenoval rektorem Koleje dobrých dětí, do níž mohl sv. Vincenc přijímat misijní kněze, a tak roku 1625 vznikla Kongregace Misií (Congrégation de la Mission), která byla Svatým stolcem schválena roku 1633. Mezi léty 1628 až 1660 uskutečnili misijní kněží více než 1000 misií. Roku 1631 pařížský arcibiskup poskytl kongregaci komplex budov, který dříve sloužil jako útulek pro malomocné. Útulek nesl jméno Saint-Lazare, a tak vincentini v budoucnu získali také jméno lazaristé. V Saint-Lazare se každé úterý konaly konference (tzv. úterní konference), kde se sv. Vincenc scházel s kněžími a promlouval k nim. Mezi posluchači se najde 22 budoucích biskupů.

### Dcery křesťanské lásky
29. listopadu 1633 počaly svou činnost jeho Dcery křesťanské lásky (Filles de Charité), které neměly žít v kontemplaci a v klauzuře. Jejich kláštery měly být, dle slov sv. Vincence, ulice. Sv. Vincenc zůstal odmítavý ohledně návrhů některých, kteří z jeho kongregace chtěli vytvořit uzavřený řád. Na počátku kongregace zprvu stály čtyři dívky, které svěřil Luise de Marillac, která je ubytovala v jí založeném hospice u Saint-Nicolas-Chardonnet v Paříži. Sv. Vincenc zřídil i místo pro nalezené děti. Pro sirotčinec domu Saint-Victor nakonec získal od krále Ludvíka XIII. rentu ve výši 24 000 liber a k tomu zámek Bicêtre. Pro sv. Vincence byly děti a choromyslní na prvním místě: „Jsou to pro něho první mezi ubohými, jejichž důstojnost vynáší dávno před Bossuetem, a to více činy než slovem.“

### Závěr života
Roku 1643 si ho povolal ke své smrtelné posteli francouzský král Ludvík XIII., který mu sdělil: „Dá-li mně Bůh opět zdraví, nebudu už jmenovat nikoho biskupem, kdo s vámi nestrávil tři roky.“. Roku 1657 Vincenc založil pařížskou nemocnici Salpêtrière. Královna vdova Anna Rakouská, která království řídila jako regentka za svého syna až do roku 1651, založila „radu svědomí“, jejíž vedení svěřila kardinálu Mazarinovi. Členem této komise jmenovala i sv. Vincence, který se s Mazarinem kvůli jeho politice často dostával do konfliktu. Roku 1648 vypukla proti Mazarinovi vzpoura, jež se rychle proměnila v občankou válku. Sv. Vincenc se snažil o mír, dokonce prosil královnu vdovu, aby propustila Mazarina z postu ministra – to Mazarina velmi rozlítilo, a tak byl sv. Vincenc nucen prchnout do Villepreux k panu de Gondi. Sv. Vincenc se musel potýkat i s jansenismem – po odsouzení tohoto hnutí své lidi neustále varoval před nákazou jansenismu. Po roce 1649 veřejně odsoudil Antoine Arnaulda a ve svých domech zakázal jansenistickou literaturu. Byl i nucen propustit cca 20 kněží pro náklonnost k jansenismu. Jeho hnutí se mezitím velmi šířilo. Roku 1646 byl založen dům v Alžíru a kongregace bylo povolána i do Maroka. Roku 1647 byli kněží poslání do Irska a Skotska a o rok později i na Madagaskar, kde obyvatelstvo bránilo před vykořisťováním ze strany Východní společnosti. V roce 1651 se ocitli i v Polsku a krátce před Vincentovou smrtí se zrodil plán k založení misií v Americe a v Číně. Sv. Vincenc měl dva tajemníky, kteří mu denně pomáhali vyřizovat nutnou korespondenci. Roku 1635 zřídil v Koleji dobrých dětí školu pro mladé laiky. V sousedství Saint-Lazare poté založil seminář svatého Karla, kde jsou seminaristé školeni po dva roky v duchu vincentinské spirituality. Mezi prvními z absolventů byl i Jean-Jacques Olier, zakladatel Kongregace svatého Sulpice. Po onemocnění roku 1644 nemohl již sednout na koně a měl oteklé nohy. Roku 1660 mu už docházely síly a musel ulehnout, poslední dny svého života strávil v Saint-Lazare – mezi svými chudými. Dne 27. září 1660 svou duši pokojně odevzdal Bohu. Hned co se zpráva o jeho skonání rozšířila, hrnuli se do Saint-Lazare biskupové, šlechticové a zejména obrovský zástup lidu.

## Spiritualita a mystika
Vincenc de Paul byl dlouhou dobu představován jako světec, zdůrazňující askezi a křesťanskou praxi. Jeho spiritualita nebyla teoretická: zrodila se z dvojjediné zkušenosti s Kristem a chudými. Jeho hlavní inspirací bylo evangelium a sám život.

### Vincentské ctnosti
Vincentské ctnosti jsou: prostota, pokora, mírnost, askeze (umrtvování), horlivost pro spásu duší. Nejsou statické, ale velmi dynamické. Tato svatost chce dospět k druhému člověku. V celém apoštolátu jde ruku v ruce láska a evangelium: hlásání evangelia a svědectví lásky.

### Charita
Charitativní hnutí je pevně zakotveno v tajemství vtělení: služba není jen činnost, ale především mystické nacházení Krista v chudých.

### Mystika chudých
Vincenc de Paul rozlišoval aktivní a pasivní vůli. Pasivní vůli máme v sobě tehdy, když sám Bůh v nás koná svou vůli, aniž bychom na to mysleli. Radí nám vybírat si v nejdůležitějších věcech to, co přispívá k umrtvování, a neustále se odevzdávat do rukou Boží prozřetelnosti. Tyto principy chrání společenství činné služby před nebezpečím aktivismu i před pokušením litovat toho, že nemají prostor pro mystické sjednocení s Bohem. Podle Vincentova pojetí máme možnost žít spiritualitu lásky, kterou můžeme nazvat mystikou chudých.

## Úcta

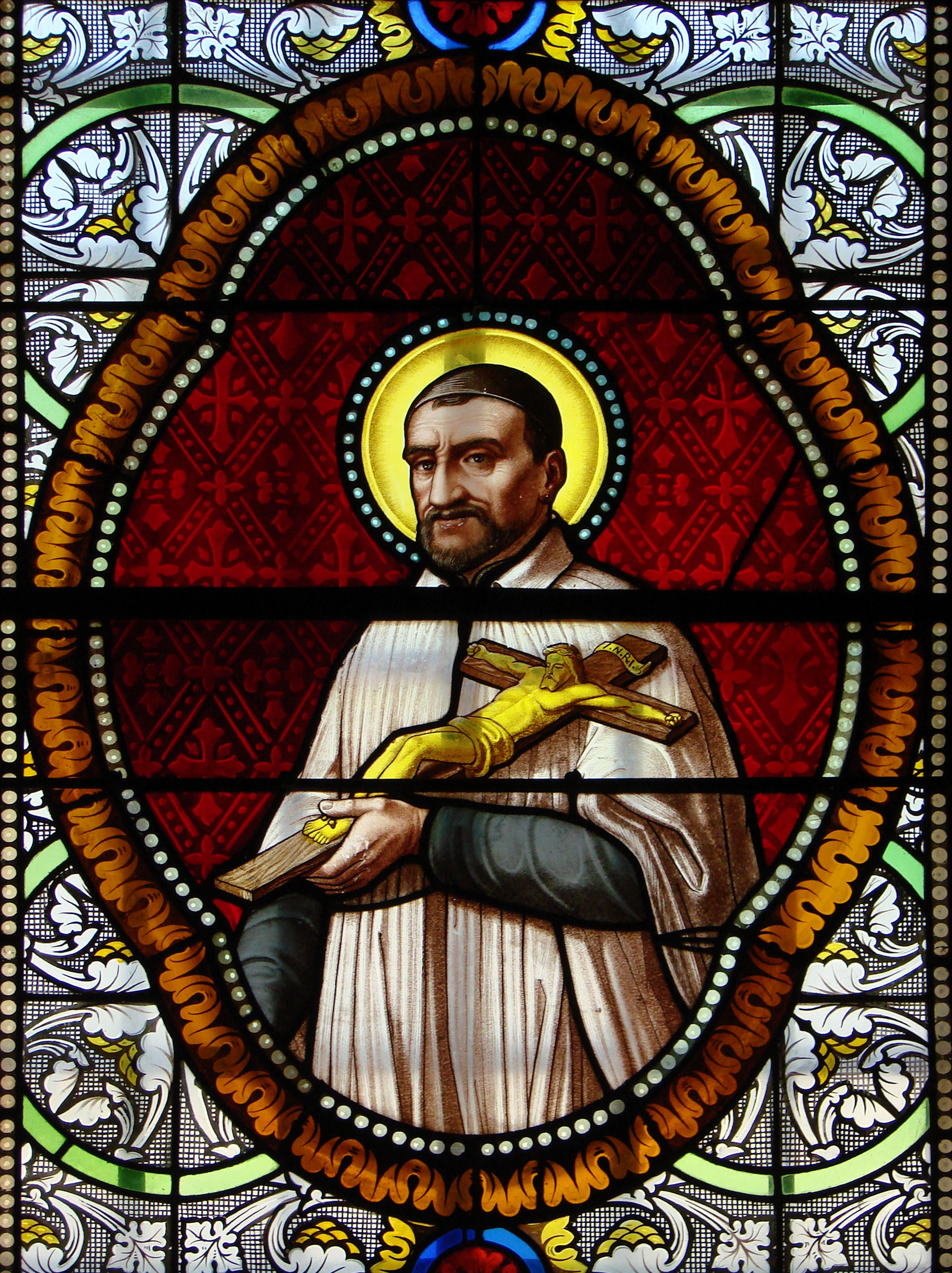
Okno gotického kostela svatého Martina ve Floracu: Sv. Vincenc de Paul

Roku 1729 byl papežem Benediktem XIII. prohlášen za blahoslaveného, roku 1737 papežem Klementem XII. za svatého. Jeho svátek se slaví 27. září, svatý Vincenc de Paul je patronem charity, vězňů, zajatců, bezdomovců a nemocnic. Jeho kostely jsou zejména ve Francii, v Polsku a v USA. Odkazem Vincence de Paul se mj. zabývá DePaul University v Chicagu.
| „ | Uvidíte, že láska je těžké břemeno, těžší než kotlík polévky a košík chleba. Ale vy si zachováte laskavost a úsměv. Nestačí dávat polévku a chleba. To dovedou i bohatí. Ale vy jste služebníci chudých. Oni jsou vaši páni – velmi citliví a nároční, jak poznáte. Vy je ale budete milovat, protože jen kvůli vaší lásce vám odpustí, že jim dáváte chleba. | “ |